# Mysticks de Mobile
Les Mysticks de Mobile sont une franchise professionnelle de hockey sur glace en Amérique du Nord qui évoluait dans l'ECHL. L'équipe était basée à Mobile dans l'État de l'Alabama aux États-Unis.

## Historique
La franchise est créée en 1995. Elle évolue en ECHL jusqu'en 2002. Elle déménage ensuite à Duluth pour devenir les Gladiators de Gwinnett. Durant son existence, elle a servi de club-école pour des franchises de plusieurs ligues : les Blades de Kansas City de 1995 à 1997, les Griffins de Grand Rapids et les Admirals de Milwaukee en 2000-2001 de la Ligue internationale de hockey ; les Bears de Hershey en 1996-1997 et les Griffins de Grand Rapids en 2001-2002 de la Ligue américaine de hockey ; les Sharks de San José en 1995-1996 et les Sénateurs d'Ottawa de 2000 à 2002 de la Ligue nationale de hockey.

## Statistiques
| No | Saison    | PJ | V  | D  | DTB | BP  | BC  | Pts | Classement                   | Séries éliminatoires      |
| -- | --------- | -- | -- | -- | --- | --- | --- | --- | ---------------------------- | ------------------------- |
| 1  | 1995-1996 | 70 | 22 | 37 | 11  | 265 | 325 | 55  | 7e place, division Sud       | Non qualifiés             |
| 2  | 1996-1997 | 70 | 34 | 27 | 11  | 257 | 263 | 79  | 4e place, division Sud       | Défaite au premier tour   |
| 3  | 1997-1998 | 70 | 35 | 27 | 8   | 236 | 233 | 78  | 5e place, division Sud-Ouest | Défaite au premier tour   |
| 4  | 1998-1999 | 70 | 31 | 31 | 8   | 231 | 259 | 70  | 5e place, division Sud-Ouest | Défaite au premiertour    |
| 5  | 1999-2000 | 70 | 40 | 28 | 2   | 275 | 230 | 82  | 2e place, division Sud-Ouest | Défaite au deuxième tour  |
| 6  | 2000-2001 | 72 | 38 | 28 | 6   | 240 | 233 | 82  | 3e place, division Sud-Ouest | Défaite au troisième tour |
| 7  | 2001-2002 | 72 | 28 | 26 | 18  | 215 | 237 | 74  | 6e place, division Sud-Ouest | Non qualifiés             |